# South Platte River
Der South Platte River (auch South Platte) ist neben dem North Platte River einer der Quellflüsse des Platte River in den USA. 
Der 711 km lange Fluss entspringt südwestlich der Stadt Fairplay, Colorado, in den Rocky Mountains. In seinem Verlauf – überwiegend in östliche Richtungen durchfließt der Fluss insbesondere Colorado und seine Hauptstadt Denver sowie im Unterlauf den US-Bundesstaat Nebraska. In North Platte vereinigen sich dann South Platte River und North Platte River zum Platte River. Die Stadt Denver wurde am Zusammenfluss des South Platte mit dem Cherry Creek gegründet.